# Rally Costa de Almería de 2022
El Rally Costa de Almería de 2022 fue la 47.ª edición del citado rally. Se celebró entre el 4 y el 5 de noviembre de 2022 y contó con un itinerario de ocho tramos cronometrados sobre asfalto divididos en dos etapas. Contó con un coeficiente 5, y fue puntuable para el Campeonato de Andalucía de Rallyes de Asfalto. 

## Campeonatos que puntúan en esta prueba
- Campeonato de Andalucía de Rallyes de Asfalto de Pilotos y Copilotos.
- Trofeos de Andalucía de Rallyes de Asfalto.
- Campeonato de Andalucía de Rallyes de Asfalto de Pilotos y Copilotos Regularidad
- Campeonato de Andalucía de Rallyes de Asfalto de Pilotos y Copilotos Regularidad Sport
- Trofeo de Andalucía de Rallyes de Asfalto de Pilotos y Copilotos Junior (Nacidos a partir del 01-01-1998)
- Trofeo de Andalucía Femenino de Pilotos y Copilotos.
- Trofeo de Andalucía de Copilotos féminas de Regularidad y Regularidad Sport
- Trofeo Copa Federación Campeonato Andalucía de Rallyes de Asfalto.
- Trofeo Copa F2000
- Campeonato Provincial de Automovilismo de Almería

## Itinerario
| Día         | Tramo | Nombre                                | Distancia | Hora  | Ganador | Tiempo | Vel. media | Líder rally | Imagen |
| ----------- | ----- | ------------------------------------- | --------- | ----- | ------- | ------ | ---------- | ----------- | ------ |
| 4 noviembre | SS1   | Vícar AL-3400                         | 4,9 km    | 20:31 |         |        |            |             |        |
| 5 noviembre | SS2   | Níjar-Lucainena de las Torres AL-3107 | 15,1 km   | 9:03  |         |        |            |             |        |
| 5 noviembre | SS3   | Benizalón-Benitagla AL-5101           | 10,54 km  | 10:01 |         |        |            |             |        |
| 5 noviembre | SS4   | Cóbdar-Uleila del Campo A-1100        | 20,7 km   | 10:39 |         |        |            |             |        |
| 5 noviembre | SS5   | Benizalón-Benitagla AL-5101           | 10,54 km  | 12:56 |         |        |            |             |        |
| 5 noviembre | SS6   | Cóbdar-Uleila del Campo A-1100        | 20,7 km   | 13:34 |         |        |            |             |        |
| 5 noviembre | SS7   | Ricaveral AL-3407                     | 13,5 km   | 17:58 |         |        |            |             |        |
| 5 noviembre | SS8   | Enix A-391                            | 14,78 km  | 18:34 |         |        |            |             |        |
| Fuente      |       |                                       |           |       |         |        |            |             |        |

## Clasificación final
| Pos.   | Piloto                           | Copiloto                       | Automóvil        | Tiempo     | Diferencia | Imagen |
| ------ | -------------------------------- | ------------------------------ | ---------------- | ---------- | ---------- | ------ |
| 1.     | Pedro David Pérez Sánchez        | Alejandro Leseduarte Fernández | Hyundai i20 R5   | 1:09:27,96 |            |        |
| 2.     | Alberto García Mateos            | Alejandro Castillejo García    | Renault Clio     | 1:14:39,9  | +5:12,0    |        |
| 3.     | Antonio Molina Díaz              | Antonio José Pérez López       | Peugeot 208 R2   | 1:15:23,5  | +5:55,6    |        |
| 4.     | Cristian Jesús Parrilla Gallardo | Juan Francisco Ceba Navarro    | Renault Clio Cup | 1:15:31,0  | +6:03,1    |        |
| 5.     | Javier García López              | Rocío del Mar Guerrero Amate   | Renault Clio RS  | 1:15:47,1  | +6:19,2    |        |
| Fuente |                                  |                                |                  |            |            |        |